# Carl Ludvig Bendz
Carl Ludvig Bendz, född den 4 januari 1797 i Odense, död den 8 oktober 1843, var en dansk officer och matematiker. Han var bror till Jacob Christian, Wilhelm Ferdinand och Henrik Carl Bang Bendz. 
Från 1813 var han artilleriofficer och sysselsatte sig särskilt med broväsendet, som han hade studerat i utlandet. Han medverkade 1830 vid organisationen av den militära högskolan med École polytechnique som förebild, vilket institut han hade sänts till Paris för att studera, och blev högskolans förste lärare i matematik och mekanik. Trots att han var mycket matematiskt begåvad kände sig inte kallad till originalproduktion; hans Ledetraad ved Undervisningen i den matematiske Analyse og rationelle Mekanik (tryckt som manuskript 1838) är dock präglad av en inte obetydlig självständighet. År 1834 blev han medlem av Videnskabernes Selskab.

## Utmärkelser
- Riddare av Dannebrogorden,  1829[2]

[Redigera Wikidata]